# Tonologie
La tonologie constitue une branche linguistique des études des tons chez les langues tonales. Elle va couvrir les productions tonales, leurs changements réguliers, et aussi les typologies constatées dans les langues du monde ; elle se chargera aussi d'éclaircir le registre de représentation des tons.
La tonologie est aussi une discipline qui lance un défi contre les termes traditionnels, comme segment, phonème, etc. Les études tonologiques vont contribuer non seulement en faveur des parlers des langues tonales, mais aussi aux locuteurs des langues non tonales, pour qu'une plus grande dimension de peuple se comprenne de mieux en mieux, facilitant les transmissions d'information (qu'elles soient pédagogiques ou quotidiennes).
Afin de définir le terme du "ton", on va avoir recours à la tonologie.